# Aleksandr Lenëv
Aleksandr Ivanovič Lenëv (in russo Александр Иванович Ленёв?; Novomoskovsk, 25 settembre 1944 – 12 novembre 2021) è stato un calciatore sovietico, di ruolo difensore.

## Palmarès

### Club

#### Competizioni nazionali
- Campionato sovietico: 1

Torpedo Mosca: 1965
- Coppa dell'Unione Sovietica: 1

Torpedo Mosca: 1967-1968